# Leopold Godovskij

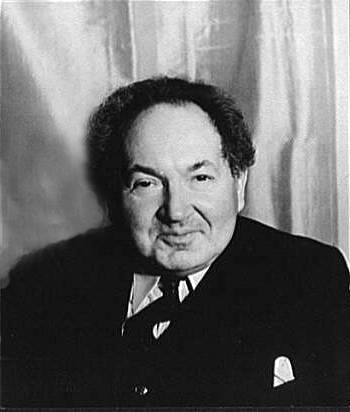
Leopold Godovskij (1935)

Leopold Godovskij, född 13 februari 1870, död 21 november 1938, var en polsk/amerikansk pianist och tonsättare. 
Godovskij studerade vid musikhögskolan i Berlin och för Camille Saint-Saëns i Paris, ledde 1908-12 en mästerskapsskola vid konservatoriet i Wien, och var senare bosatt i USA. Från 1884 företog Godovskij vidsträckta konsertresor och besökte bland annat Sverige. Han har utgett 53 studier över Chopins etyder, virtuosa pianostycken med mera.